# ティータイムドラマ
『ティータイムドラマ』とは東北放送（TBCテレビ）にて2008年3月31日から2011年12月22日まで放送されていた平日午後のドラマ再放送枠である。

## 概要
TBCテレビは『2時っチャオ!』の15時台ネット終了に伴い、本番組がスタートした。
2009年7月20日からは『ひるおび!』の枠縮小に伴い2時間枠（2部構成）となり、15時台は『ティータイムドラマ1』のタイトルで韓国ドラマの本放送、16時台は『ティータイムドラマ2』のタイトルでTBSドラマの再放送が放映されていた。
2009年9月28日より『サカスさん』の後番組扱いで13:55 - 14:55に時間移動し、月 - 木曜までの放送となった。それまでティータイムドラマ枠だった14:55 - 16:48は2時間ドラマ（月曜ゴールデン）の再放送枠『ドラマどきっ!』となった。
2010年9月27日からは『えなりかずき!そらナビ』（CBC制作）終了により、金曜版が復活した。
尚、『TBC POWERFUL BASEBALL』や特別番組放送の為休止や放送時間変更の日があった。
2011年4月4日からは『Nスタ』の17時台の臨時ネットにより、再び2時間枠（2部構成）で放送されていた。
2011年5月2日より再び13:55から60分枠の放送となる。
時期によっては土日の午後にも『ティータイムドラマ』として放送することがある（2011年4月16日14:00 - 17:00、4月17日14:00 - 16:24に『JIN-仁-』の再放送が放送されたが、4月17日21:00より『JIN-仁-』のpart2が放送されるための特別編成と思われる。）。
2011年10月3日より『ドラマどきっ!』と枠を入れ替える形で16時台に移動となった。そして2012年1月より『Nスタ』第1部をネットする関係で16時台に『水戸黄門』の再放送を繰り上げするため、2011年12月22日をもってティータイムドラマは終了した。

## 放送時間の変遷
| 期間       | 期間       | 放送曜日    | 放送時間（JST）        |
| ---------- | ---------- | ----------- | ---------------------- |
| 2008.03.31 | 2009.03.26 | 月 - 金曜日 | 14:54 - 15:53（59分）  |
| 2009.03.30 | 2009.07.17 | 月 - 金曜日 | 15:00 - 15:53（53分）  |
| 2009.07.21 | 2009.09.25 | 月 - 金曜日 | 14:55 - 16:48（113分） |
| 2009.09.28 | 2010.09.23 | 月 - 木曜日 | 13:55 - 14:55（60分）  |
| 2010.09.27 | 2011.04.01 | 月 - 金曜日 | 13:55 - 14:55（60分）  |
| 2011.04.04 | 2011.04.29 | 月 - 金曜日 | 13:55 - 15:55（120分） |
| 2011.05.02 | 2011.09.30 | 月 - 金曜日 | 13:55 - 14:55（60分）  |
| 2011.10.03 | 2011.12.22 | 月 - 金曜日 | 15:50 - 16:48（58分）  |

## 備考・その他
- 2011年3月11日（金曜日）は番組放送中に、東北地方太平洋沖地震（東日本大震災）が発生してそのまま『JNN報道特別番組』に切り換えられ放送終了となった。

## 関連番組
- ごごドラ（仙台放送）
- 午後のワイド劇場（東日本放送）

| TBCテレビ 平日15時台 2008.03.31 - 2009.09.25          | TBCテレビ 平日15時台 2008.03.31 - 2009.09.25      | TBCテレビ 平日15時台 2008.03.31 - 2009.09.25  |
| 前番組                                                | 番組名                                            | 次番組                                        |
| ----------------------------------------------------- | ------------------------------------------------- | --------------------------------------------- |
| 2時っチャオ! ※14:00 - 15:53 （→1時間縮小で継続）      | ティータイムドラマ（第1期） ↓ ティータイムドラマ1 | ドラマどきっ!                                 |
| TBCテレビ 平日14:55 - 15:00枠 2008.03.31 - 2009.03.26 |                                                   |                                               |
| 2時っチャオ! ※14:00 - 15:53 （→1時間縮小で継続）      | ティータイムドラマ （第1期）                      | THE NEWS TBC                                  |
| TBCテレビ 平日16時台 2009.07.20 - 2009.09.25          |                                                   |                                               |
| 水戸黄門（再放送） ※16:00 - 16:53 （→1時間繰り下げ）  | ティータイムドラマ2                               | ドラマどきっ!                                 |
| TBCテレビ 月 - 木曜14時台 2009.09.28 - 2011.09.30     |                                                   |                                               |
| サカスさん ※13:53 - 14:50                             | ティータイムドラマ（第2期） （第1部）             | ドラマどきっ!                                 |
| TBCテレビ 金曜14時台 2010.10.01 - 2011.09.30          |                                                   |                                               |
| えなりかずき!そらナビ （CBC制作）                     | ティータイムドラマ（第2期） （第1部）             | ドラマどきっ!                                 |
| TBCテレビ 平日15:55 - 16:00枠 2011.10.03 - 2011.12.22 |                                                   |                                               |
| ドラマどきっ!                                         | ティータイムドラマ                                | TBCニュース ※16:48 - 16:53 （→1時間繰り上げ） |
| TBCテレビ 平日16時台 2011.10.03 - 2011.12.22          |                                                   |                                               |
| ドラマどきっ!                                         | ティータイムドラマ                                | 水戸黄門 ※16:53 - 17:45 （→1時間繰り上げ）    |